# GnuTLS
GnuTLS (GNU Transport Layer Security Library) is een opensource-implementatie van de TLS, SSL en DTLS protocollen.
De bibliotheek biedt een application programming interface (API) waarmee men software voor een beveiligde verbinding over de transportlaag van een netwerk kan ontwikkelen. Er is tevens een command-line-interface, een client-server testopstelling en men kan willekeurige sleutels en wachtwoorden genereren.

## Mogelijkheden
GnuTLS bevat de volgende mogelijkheden:
- TLS 1.0, 1.1, 1.2, 1.3 protocollen
- SSL 3.0-protocol
- TLS-SRP, secure remote password protocol
- TLS-PSK, pre-shared key
- Ondersteuning voor X.509- en OpenPGP-certificaten
- Cryptografie
- Ondersteuning voor chipkaarten en beveiligingsmodules
- Opslagfunctie van sleutels binnen een Trusted Platform Module (TPM)